# Campeonato Mundial de Patinaje de Velocidad sobre Hielo en Distancia Individual de 2013
El XV Campeonato Mundial de Patinaje de Velocidad sobre Hielo en Distancia Individual se celebró en Sochi (Rusia) entre el 21 y el 24 de marzo de 2013 bajo la organización de la Unión Internacional de Patinaje sobre Hielo (ISU) y la Federación Rusa de Patinaje sobre Hielo.
Las competiciones se realizaron en la Arena de Adler de la ciudad rusa.

## Medallistas

### Masculino
| Evento                          | Oro                                                                   | Plata                                                             | Bronce                                                                    |
| ------------------------------- | --------------------------------------------------------------------- | ----------------------------------------------------------------- | ------------------------------------------------------------------------- |
| 500 m (24.03)                   | Mo Tae-Bum Corea del Sur 69,76 s                                      | Joji Kato Japón 69,82 s                                           | Jan Smeekens · Países Bajos · 69,86 s                                     |
| 1000 m (22.03)                  | Denis Kuzin · Kazajistán · 1:09,14                                    | Mo Tae-Bum Corea del Sur 1:09,24                                  | Shani Davis Estados Unidos 1:09,30                                        |
| 1500 m (21.03)                  | Denis Yuskov · Rusia · 1:46,32                                        | Shani Davis Estados Unidos 1:46,83                                | Ivan Skobrev · Rusia · 1:46,97                                            |
| 5000 m (22.03)                  | Sven Kramer · Países Bajos · 6:14,41                                  | Jorrit Bergsma · Países Bajos · 6:17,94                           | Ivan Skobrev · Rusia · 6:18,31                                            |
| 10 000 m (23.03)                | Jorrit Bergsma · Países Bajos · 12:57,69                              | Sven Kramer · Países Bajos · 12:59,71                             | Bob de Jong · Países Bajos · 13:00,26                                     |
| Persecución por equipos (24.03) | Países Bajos · Jan Blokhuijsen · Sven Kramer · Koen Verweij · 3:42,03 | Corea del Sur Joo Hyung-Joon Kim Cheol-Min Lee Seung-Hoon 3:44,60 | Polonia · Zbigniew Bródka · Konrad Niedźwiedzki · Jan Szymański · 3:45,22 |

### Femenino
| Evento                          | Oro                                                                      | Plata                                                                               | Bronce                                                         |
| ------------------------------- | ------------------------------------------------------------------------ | ----------------------------------------------------------------------------------- | -------------------------------------------------------------- |
| 500 m (24.03)                   | Lee Sang-Hwa Corea del Sur 75,35 s                                       | Wang Beixing China 76,04 s                                                          | Olga Fatkulina · Rusia · 76,09 s                               |
| 1000 m (23.03)                  | Olga Fatkulina · Rusia · 1:15,44                                         | Ireen Wüst · Países Bajos · 1:15,71                                                 | Brittany Bowe Estados Unidos 1:15,87                           |
| 1500 m (22.03)                  | Ireen Wüst · Países Bajos · 1:55,38                                      | Lotte van Beek · Países Bajos · 1:58,02                                             | Christine Nesbitt · Canadá · 1:58,07                           |
| 3000 m (21.03)                  | Ireen Wüst · Países Bajos · 4:02,43                                      | Martina Sáblíková · República Checa · 4:04,80                                       | Claudia Pechstein · Alemania · 4:07,75                         |
| 5000 m (23.03)                  | Martina Sáblíková · República Checa · 6:54,31                            | Ireen Wüst · Países Bajos · 7:02,96                                                 | Claudia Pechstein · Alemania · 7:04,07                         |
| Persecución por equipos (24.03) | Países Bajos · Marrit Leenstra · Diane Valkenburg · Ireen Wüst · 3:00,02 | Polonia · Katarzyna Bachleda-Curuś · Natalia Czerwonka · Luiza Złotkowska · 3:04,91 | Corea del Sur Kim Bo-Reum Noh Seon-Yeong Park Do-Yeong 3:05,32 |

## Medallero
| Núm. | País            | Oro | Plata | Bronce | Total |
| ---- | --------------- | --- | ----- | ------ | ----- |
| 1    | Países Bajos    | 6   | 5     | 2      | 13    |
| 2    | Corea del Sur   | 2   | 2     | 1      | 5     |
| 3    | Rusia           | 2   | 0     | 3      | 5     |
| 4    | República Checa | 1   | 1     | 0      | 2     |
| 5    | Kazajistán      | 1   | 0     | 0      | 1     |
| 6    | Estados Unidos  | 0   | 1     | 2      | 3     |
| 7    | Polonia         | 0   | 1     | 1      | 2     |
| 8    | China           | 0   | 1     | 0      | 1     |
| 8    | Japón           | 0   | 1     | 0      | 1     |
| 10   | Alemania        | 0   | 0     | 2      | 2     |
| 11   | Canadá          | 0   | 0     | 1      | 1     |
|      | TOTAL           | 12  | 12    | 12     | 36    |